# Найсильніша людина України
Найсильніша Людина України — щорічне національне змагання серед стронгменів, що проходять в різних містах України. Абсолютними рекордсменами змагань є Василь Вірастюк та Олександр Лашин (у їх активі по 6 перемог). 
Також має назви: «Богатир року», «Ukrainian Strongest Man» 
Організатор турніру Федерація стронгмену України (ФСУ)

## Результати змагання
| Рік  | Переможець      | 2-ге місце         | 3-тє місце         | Місце проведення           |
| ---- | --------------- | ------------------ | ------------------ | -------------------------- |
| 2000 | Василь Вірастюк |                    |                    |                            |
| 2001 | Василь Вірастюк |                    |                    |                            |
| 2002 | Василь Вірастюк |                    |                    |                            |
| 2003 | Василь Вірастюк |                    |                    |                            |
| 2004 | Вірастюк        |                    |                    |                            |
| 2005 | Михайло Старов  |                    |                    | Київ                       |
| 2006 | Василь Вірастюк |                    |                    |                            |
| 2007 | Василь Вірастюк |                    |                    |                            |
| 2008 | Олександр Лашин | Костянтин Ільїн    | Сергій Конюшок     |                            |
| 2009 | Костянтин Ільїн | Олександр Лашин    | Сергій Конюшок     | Площа Знань МАУП           |
| 2010 | Олександр Лашин | Сергій Конюшок     | Віталій Міхеєв     | Київ, Гідропарк            |
| 2011 | Олександр Лашин | Віктор Юрченко     | Олександр Пеканов  | Київ                       |
| 2012 | Олександр Лашин | Віталій Міхеєв     | Борис Курбатський  | Київ                       |
| 2013 | Олександр Лашин | Володимир Рекша    | Віталій Міхеєв     | Київ, Оболонська набережна |
| 2014 | Костянтин Ільїн | Сергій Романчук    | Антон Дубровський  |                            |
| 2015 | Олександр Лашин | Рафал Кобиляж      | Володимир Рекша    | Луцьк, Луцький замок       |
| 2016 | Олексій Новіков | Олександр Лашин    | Віталій Герасимов  | Маріуполь                  |
| 2017 | Олексій Новіков | Олександр Кочергін | Павло Гайша        | Чернігів                   |
| 2018 | Олексій Новіков | Павло Кордіяка     | Андрій Бурштин     | Рівне                      |
| 2019 | Олексій Новіков | Павло Кордіяка     | Олександр Кочергін | Дніпро                     |
| 2020 | Павло Кордіяка  | Олексій Новіков    | Олександр Кочергін | Хуст                       |